# Mario Mitaj
Mario Mitaj (Atenas, 6 de agosto de 2003) es un futbolista griego, nacionalizado albanés, que juega en la demarcación de defensa para el Al-Ittihad de la Liga Profesional Saudí.

## Selección nacional
Tras jugar en la selección de fútbol sub-16 de Albania, en la sub-19 y en la sub-21, finalmente el 15 de mayo de 2018 hizo su debut con la selección absoluta en un encuentro de clasificación para la Copa Mundial de Fútbol de 2022 contra San Marino que finalizó con un resultado de 0-2 a favor del combinado albanés tras los goles de Rey Manaj y Myrto Uzuni.

### Participaciones en Eurocopas
| Copa          | Sede     | Resultado    | Partidos | Goles |
| ------------- | -------- | ------------ | -------- | ----- |
| Eurocopa 2024 | Alemania | Primera fase | 3        | 0     |

## Clubes
| Club                  | País           | Año       | Partidos | Goles |
| --------------------- | -------------- | --------- | -------- | ----- |
| AEK Atenas F. C.      | Grecia         | 2020-2022 | 16       | 0     |
| F. C. Lokomotiv Moscú | Rusia          | 2022-2024 | 49       | 0     |
| Al-Ittihad            | Arabia Saudita | 2024-     | 22       | 1     |

## Palmarés

### Títulos nacionales
| Título                    | Club       | País           | Año  |
| ------------------------- | ---------- | -------------- | ---- |
| Liga Profesional Saudí    | Al-Ittihad | Arabia Saudita | 2025 |
| Copa del Rey de Campeones | Al-Ittihad | Arabia Saudita | 2025 |